# Lako je sve
«Lako je sve» — музичний альбом гурту Feminnem. Виданий  року лейблом Croatia Records. Загальна тривалість композицій становить 46:43. Альбом відносять до напрямків поп i денс. 

## Список пісень
1. «Volim te, mrzim te» - 2:47
2. «Vino na usnama» - 4:04
3. «Ne treba mi to» — 3:41
4. «Zovi» — 2:57
5. «2 srca 1 ljubav» - 3:22
6. «Klasika» — 2:57
7. «Kaznit' ću te ja» - 3:12
8. «Krivo je more» — 4:11
9. «Odvedi me» — 3:57
10. «Kajanje» — 4:04
11. «Reci nešto, al' ne šuti više» — 3:38
12. «Call Me» — 3:01